# Пространство Калаби — Яу
Пространство Кала́би — Яу (многообразие Калаби — Яу) — компактное комплексное многообразие с кэлеровой метрикой, для которой тензор Риччи обращается в ноль.
В теории суперструн иногда предполагают, что дополнительные измерения пространства-времени принимают форму 6-мерного многообразия Калаби — Яу, что привело к идее зеркальной симметрии. Название было придумано в 1985 году, в честь Эудженио Калаби, который впервые предположил, что такие размерности могут существовать, и Яу Шинтуна, который в 1978 году доказал гипотезу Калаби.
Комплексное {\displaystyle n}-мерное пространство Калаби — Яу является {\displaystyle 2n}-мерным римановым многообразием с риччи-плоской метрикой и дополнительной симплектической структурой.

## Ориентируемость и голоморфная ориентируемость
Гладкие многообразия делятся на ориентируемые и неориентируемые. Исторически первым примером неориентируемого многообразия была лента Мёбиуса (и в каком-то смысле это самый важный пример: двумерное гладкое многообразие неориентируемо тогда и только тогда, когда оно содержит ленту Мёбиуса). В терминах дифференциальных форм условие ориентируемости формулируется следующим образом: многообразие ориентируемо тогда и только тогда, когда оно допускает нигде не обращающуюся в нуль дифференциальную форму старшей степени (форму объёма). В геометрии неориентируемые многообразия являются скорее курьёзом, поскольку всякое неориентируемое многообразие допускает двойное накрытие, тотальное пространство которого ориентируемо (так называемое ориентирующее накрытие). Его удобно построить при помощи теории векторных расслоений. Именно, надо рассмотреть старшую внешнюю степень кокасательного расслоения — проще говоря, повесив над каждой точкой вещественную прямую, параметризующую всевозможные формы объёма на касательном пространстве в этой точке, выбрать в каждом слое скалярное произведение (например, воспользовавшись разбиением единицы), а затем рассмотрев в нём вектора единичной длины (то есть по два вектора над каждой точкой). Касательное пространство в точке {\displaystyle (p,\nu )}, где p — точка нашего многообразия, а {\displaystyle \nu \in \Lambda ^{n}T_{p}^{*}} — ненулевой элемент объёма, изоморфно проецируется на {\displaystyle T_{p}}, и, заводя в нём элемент объёма, равный {\displaystyle \nu }, мы получаем нигде не обнуляющуюся форму старшей степени на тотальном пространстве этого накрытия. Подобная конструкция, когда каждая точка заменяется на пространство, параметризующее всевозможные структуры определённой природы в этой точке (в данном случае на пару точек), а потом на получившемся расслоённом пространстве вводится какая-либо структура, в более сложных случаях называется твисторной конструкцией.
Всё вышеизложенное относится только к вещественным гладким многообразиям (то есть состоящим из карт, функции перехода между которыми бесконечно дифференцируемы). В комплексной геометрии можно дать следующее

Определение. Пусть {\displaystyle X} — комплексное многообразие комплексной размерности {\displaystyle n}. Голоморфное расслоение {\displaystyle K_{X}}, слой {\displaystyle K_{x}} которого в точке {\displaystyle x\in X} есть комплексная внешняя степень {\displaystyle \Lambda _{\mathbb {C} }^{n}T_{x}^{*}}, называется каноническим расслоением. Если многообразие {\displaystyle X} допускает нигде не вырожденное голоморфное сечение канонического расслоения, оно называется многообразием Калаби — Яу, а это сечение — голоморфной формой объёма.
К примеру, когда {\displaystyle X} — комплексная кривая, или же риманова поверхность, каноническое расслоение это просто голоморфное кокасательное расслоение. Его сечения — это голоморфные 1-формы, или же абелевы дифференциалы. Единственная риманова поверхность, допускающая абелев дифференциал без нулей, это тор, то есть эллиптическая кривая.
Вместе с тем, в терминологии имеется некоторая путаница (которая будет объяснена ниже): иногда от многообразий Калаби — Яу требуют зануления (или хотя бы конечности) фундаментальной группы. Некоторые авторы идут ещё дальше, и относят определение «Калаби — Яу» только к тем многообразиям, у которых числа Ходжа {\displaystyle h^{p,0}} все равны нулю при {\displaystyle 0<p<n} (адепты более слабой конвенции называют такие многообразия «строгими Калаби — Яу»). Почти все авторы требуют условия кэлеровости, априори никак не связанное с наличием голоморфной формы объёма. Наконец, у математиков, если не оговорено обратное, многообразия Калаби — Яу подразумеваются компактными, но в приложениях также важны некомпактные многообразия Калаби — Яу: в таких случаях принято включать в определение условие на асимптотическое поведение голоморфной формы объёма на бесконечности. Имеются и другие вариации определения, связанные с дифференциально-геометрическими свойствами многообразий Калаби — Яу. В связи со всем этим многообразия, удовлетворяющие вышеприведённому определению, иногда жаргонно называются голоморфно ориентируемыми. Впредь будем подразумевать под понятием «Калаби — Яу» компактное кэлерово голоморфно ориентируемое многообразие.
Из общего комплексного многообразия, не являющегося голоморфно ориентируемым, получить многообразие Калаби — Яу никакой простой конструкцией типа ориентирующего накрытия нельзя. В самом деле, характеристический класс комплексного расслоения {\displaystyle K} есть первый класс Черна {\displaystyle c_{1}(K_{X})\in H^{2}(X,\mathbb {Z} )}. Для наличия голоморфной формы объёма (то есть тривиализации {\displaystyle K_{X}}) необходимо зануление этого класса. Для сравнения, характеристические классы вещественных линейных расслоений, классы Штифеля — Уитни, принимают значение в {\displaystyle H^{1}(X,\mathbb {Z} /2\mathbb {Z} )}, группе когомологий с коэффициентами в кольце вычетов по модулю два, и, что неудивительно, обнуляются после подходящего двулистного накрытия.

## Риччи-плоская метрика

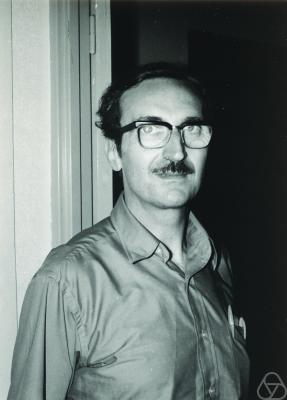
Эудженио Калаби

На кэлеровых многообразиях кривизна Риччи имеет примечательное свойство: если {\displaystyle I} — оператор комплексной структуры, то 2-форма, заданная как {\displaystyle \rho (x,y)=\mathrm {Ric} (Ix,y)}, замкнута и лежит в классе когомологий {\displaystyle c_{1}(K)}, классе Черна канонического расслоения. Это может быть проверено например явным координатным вычислением кривизны канонического расслоения на кэлеровом многообразии и доказано при помощи теории Черна — Вейля. Форма {\displaystyle \rho } называется формой Риччи.
Гипотеза Калаби (1954, 1957) была им практически доказана — ему не поддался лишь чрезвычайно тонкий аналитический момент, не имевший непосредственного отношения к геометрии. После того, как это аналитическое утверждение было доказано Яу (1977, 1978), она по справедливости называется теоремой Калаби — Яу (или решением Яу гипотезы Калаби).
Теорема. Пусть {\displaystyle (X,g)} — компактное кэлерово многообразие, {\displaystyle \omega } его кэлерова форма, и {\displaystyle R\in c_{1}(K_{X})} — какая-то форма, представляющая первый класс Черна. Тогда на {\displaystyle X} существует кэлерова метрика {\displaystyle {\tilde {g}}} такая, что её кэлерова форма {\displaystyle {\tilde {\omega }}} принадлежит тому же классу когомологий, что и {\displaystyle \omega } (то есть форма {\displaystyle {\tilde {\omega }}-\omega } точна), и форма Риччи метрики {\displaystyle {\tilde {g}}} равняется {\displaystyle R}.
Для многообразия Калаби — Яу с {\displaystyle c_{1}(K_{X})=0} можно применить теорему к форме {\displaystyle R=0}, и получить нетривиальное
Следствие. На многообразии Калаби — Яу всякий кэлеров класс допускает риччи-плоскую метрику.
Вместе с тем, зануление кривизны Риччи у кэлерова многообразия ещё не влечёт тривиальности канонического расслоения (и соответственно наличия голоморфной формы объёма): конечно, класс формы Риччи {\displaystyle [\rho ]\in H_{\mathrm {dR} }^{2}(X)} в когомологиях де Рама будет нулевой, но это не исключает того, что целочисленный класс Черна {\displaystyle c_{1}(K_{X})} является ненулевым классом в подгруппе кручения в {\displaystyle H^{2}(X,\mathbb {Z} )}. Иногда такие многообразия также включают в определение многообразий Калаби — Яу.
Связность Леви-Чивиты риччи-плоской кэлеровой метрики сохраняет не только эрмитову структуру в касательных пространствах (то есть её голономия лежит не только в группе {\displaystyle \mathrm {U} (n)}), как это происходит на любом кэлеровом многообразии, но и голоморфную форму объёма (то есть голономия лежит в группе {\displaystyle \mathrm {SU} (n)}). Это одна из групп в таблице Берже, и это составляет дифференциально-геометрическое определение многообразий Калаби — Яу. Дифференциальные геометры обыкновенно отказывают в названии «Калаби — Яу» многообразиям, группа голономии связности Леви-Чивиты на которых строго содержится в {\displaystyle \mathrm {SU} (n)} (как например в случае плоских метрик на торе), а не равняется в точности этой группе.

## Примеры и классификация
В одномерном случае любое пространство Калаби — Яу представляет собой тор {\displaystyle \mathbf {T} ^{2}}, который рассматривается как эллиптическая кривая. Вообще комплексный тор любой размерности является многообразием Калаби — Яу. Риччи-плоская метрика в этом случае есть просто плоская метрика, и это единственный известный случай, когда она может быть написана удобоваримой формулой.
Все двумерные пространства Калаби — Яу представляют собой торы {\displaystyle \mathbf {T} ^{4}} и так называемые K3-поверхности. Классификация в бо́льших размерностях не завершена, в том числе в важном трёхмерном случае. Примером {\displaystyle n}-мерного многообразия Калаби — Яу может служить гладкая гиперповерхность степени {\displaystyle n+2} в {\displaystyle \mathbb {C} \mathrm {P} ^{n+1}} (или вообще гладкий антиканонический дивизор — то есть нулевой уровень сечения расслоения, двойственного к каноническому — на любом многообразии, где антиканоническое расслоение допускает сечения).

## Теорема Богомолова о разложении

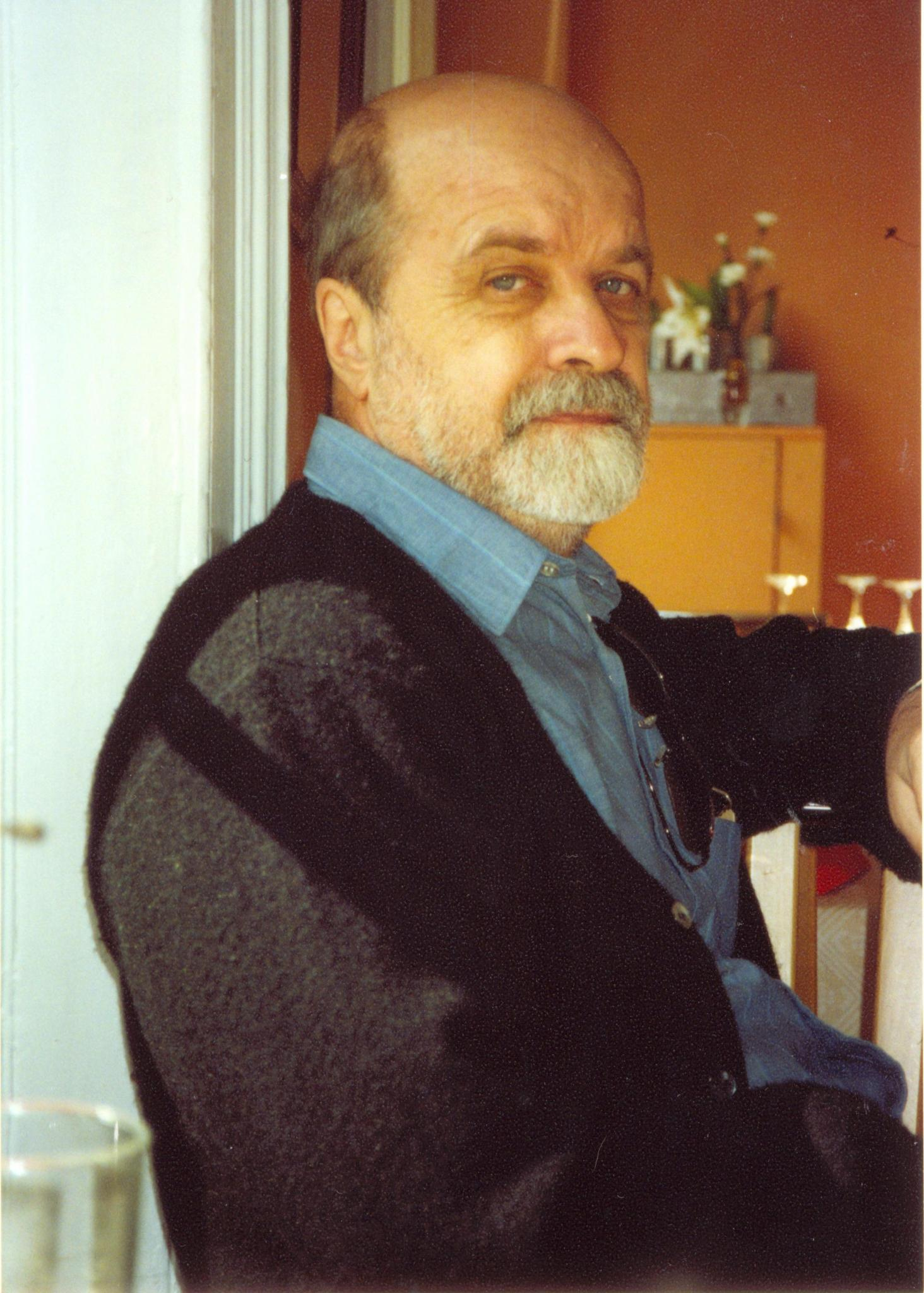
Фёдор Алексеевич Богомолов

Важным структурным результатом теории многообразий Калаби — Яу является теорема Богомолова (иногда Бовиля — Богомолова) о разложении.
Теорема. Всякое компактное кэлерово многообразие {\displaystyle X}, обладающее голоморфной формой объёма (и, соответственно, риччи-плоской метрикой), допускает конечное накрытие {\displaystyle X'\to X}, разлагающееся в ортогональное произведение {\displaystyle X'=T\times \prod _{i=1}^{m}Y_{i}\times \prod _{j=1}^{k}Z_{j}}, где:
- {\displaystyle T} — комплексный тор с плоской метрикой,
- {\displaystyle Y_{i}} — строгие многообразия Калаби — Яу, то есть такие, что {\displaystyle h^{p,0}(Y_{i})=0} при {\displaystyle 0<p<\dim Y_{i}} и {\displaystyle h^{0,0}(Y_{i})=h^{\dim Y_{i},0}(Y_{i})=1},
- {\displaystyle Z_{j}} — неприводимо голоморфно симплектические многообразия, то есть такие, что {\displaystyle h^{2p,0}(Z_{j})=1} и {\displaystyle h^{2p+1,0}(Z_{j})=0}.

Здесь {\displaystyle h^{p,q}} — числа Ходжа. Голоморфно симплектические многообразия также известны в дифференциальной геометрии как гиперкэлеровы многообразия (номенклатура в данном случае, как и в случае многообразий Калаби — Яу, несколько запутана).
Более ранняя теорема Калаби, доказанная в предположении гипотезы его имени, утверждала похожий факт, но без различения строгих Калаби-Яу и неприводимых голоморфно симплектических многообразий. Теорема доказана (без замечания в скобках, на тот момент ещё не установленного) в 1974 году Богомоловым в статье О разложении кэлеровых многообразий с тривиальным каноническим классом. В 1978 году Богомолов использовал этот результат при доказательстве того, что класс голоморфно симплектических многообразий исчерпывается K3-поверхностями. Это доказательство оказалось ошибочным: в 1983 году Бовиль привёл примеры голоморфно симплектических многообразий (схема Гильберта {\displaystyle n} точек на K3-поверхности или схема Гильберта {\displaystyle n+1} точки на абелевой поверхности, суммирующихся нулём, так называемое обобщённое куммерово многообразие). Тогда же он дал другое, дифференциально-геометрическое доказательство теоремы Богомолова, основанное на решении Яу гипотезы Калаби.

## Использование в теории струн

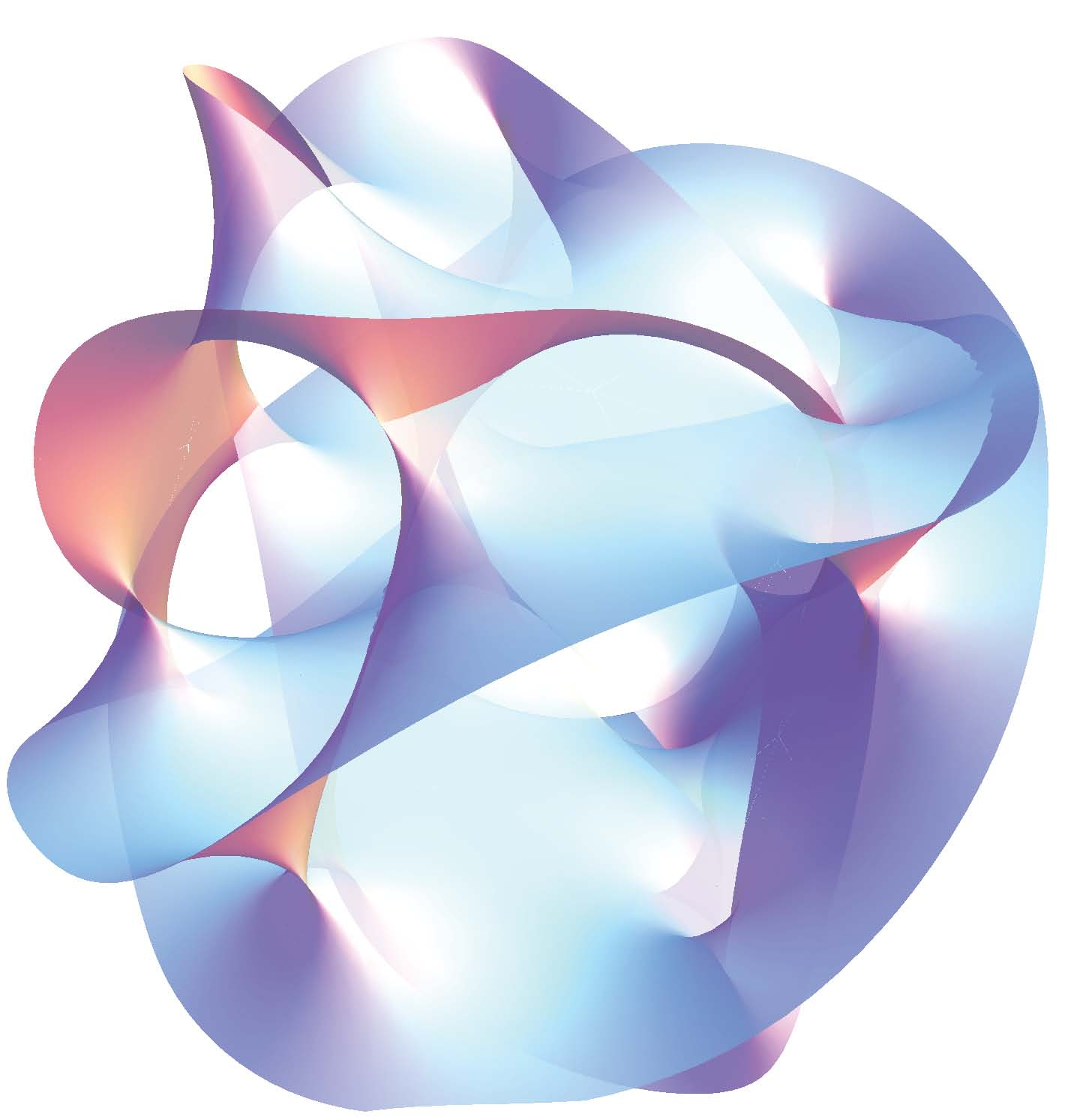
Двумерная проекция трехмерной визуализации пространства Калаби — Яу

В теории струн используются трёхмерные (имеющие вещественную размерность 6) многообразия Калаби — Яу, выступающие как слой компактификации пространства-времени, так что каждой точке четырёхмерного пространства-времени соответствует пространство Калаби — Яу.

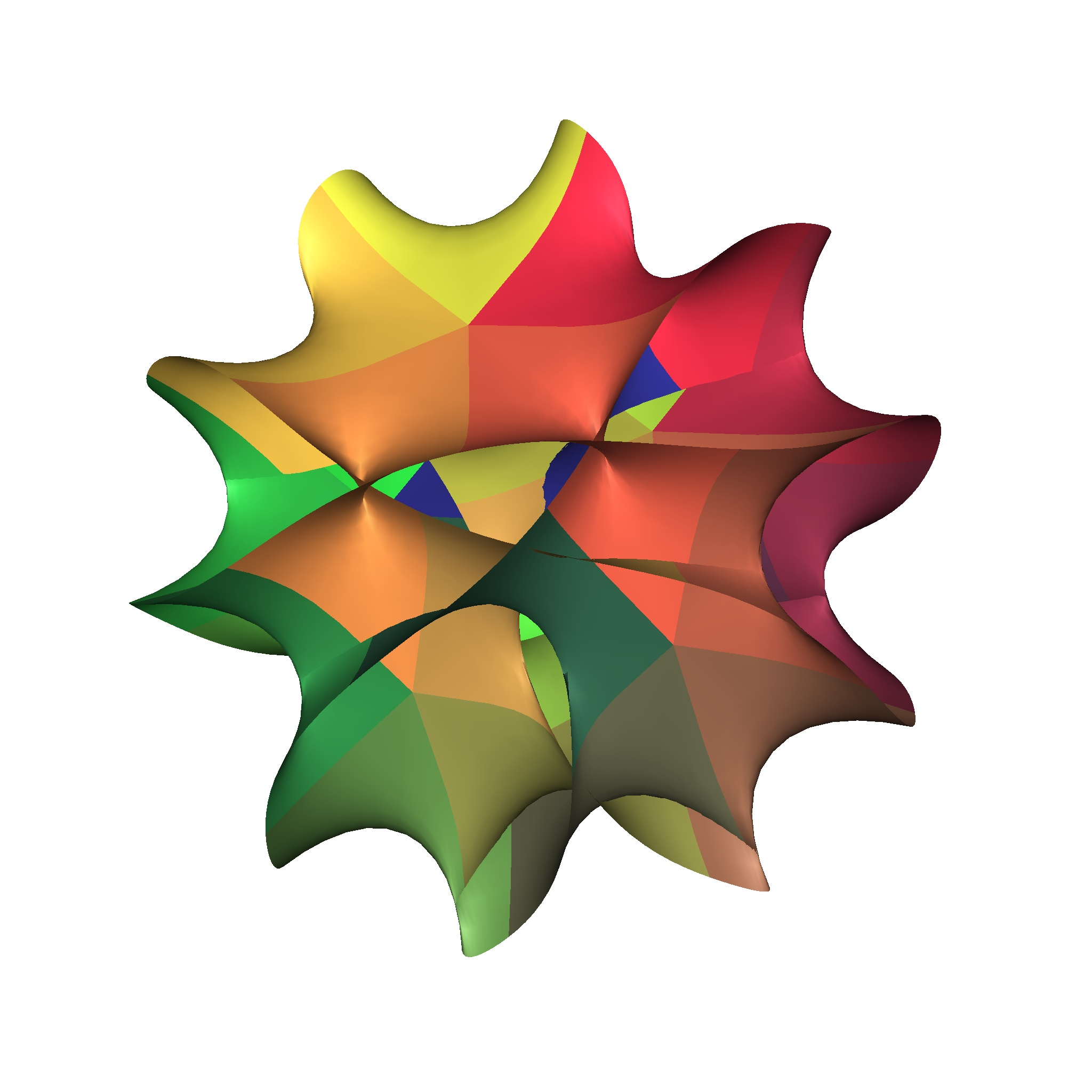
Двумерная проекция трехмерной визуализации пятимерного пространства Калаби — Яу.

Известно более чем 470 миллионов трёхмерных пространств Калаби — Яу, которые удовлетворяют требованиям к дополнительным измерениям, вытекающим из теории струн.
Одной из основных проблем теории струн (учитывая современное состояние разработки) является такая выборка из указанного удовлетворительного подмножества трёхмерных пространств Калаби — Яу, которая давала бы наиболее адекватное обоснование количества и состава семейств всех известных частиц. Феномен свободы выбора пространств Калаби — Яу и возникновение в этой связи в теории струн огромного количества ложных вакуумов известен как проблема ландшафта теории струн. При этом, если теоретические разработки в этой области приведут к выделению единственного пространства Калаби — Яу, удовлетворяющего всем требованиям для дополнительных измерений, это станет очень весомым аргументом в пользу истинности теории струн.